# 弗蘭克爾·列奥街猶太會堂

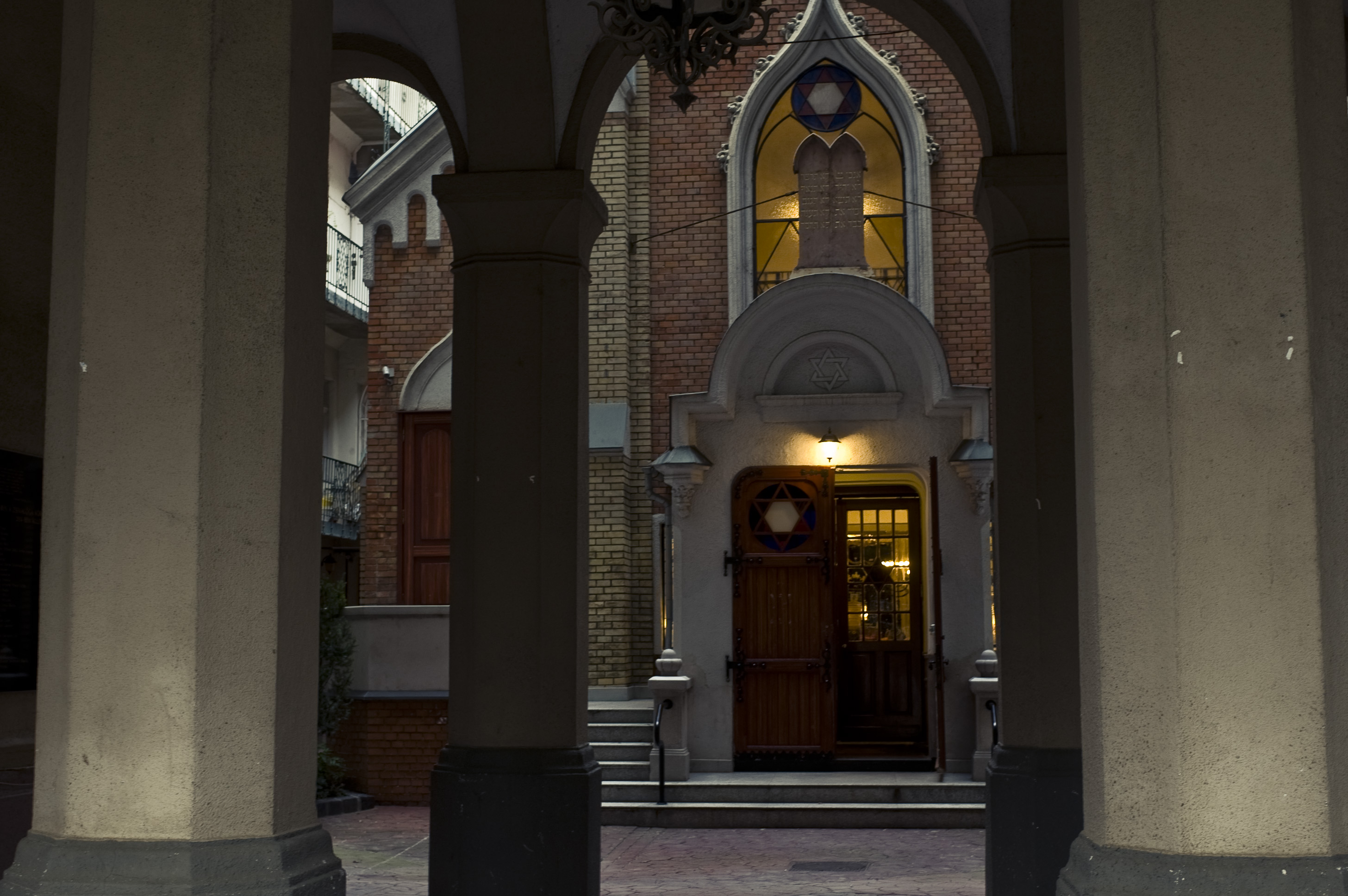

弗蘭克爾·列奥街猶太會堂（Frankel Leo Synagogue）是匈牙利首都布達佩斯的一座猶太會堂，位於布達佩斯第二區。這座猶太會堂修建於1888年。 1920年代，環繞弗蘭克爾·列奥街猶太會堂修建了一座磚樓，以保護猶太會堂，並作為社區大樓使用。

## 外部連結
- 官方网站